# Neoatriplectides froehlichi
Neoatriplectides froehlichi is een schietmot uit de
familie Atriplectididae. De soort komt voor in het Neotropisch gebied.